# Villiers NE
| NE ist das Kürzel für den Kanton Neuenburg in der Schweiz. Es wird verwendet, um Verwechslungen mit anderen Einträgen des Namens Villiers zu vermeiden. |

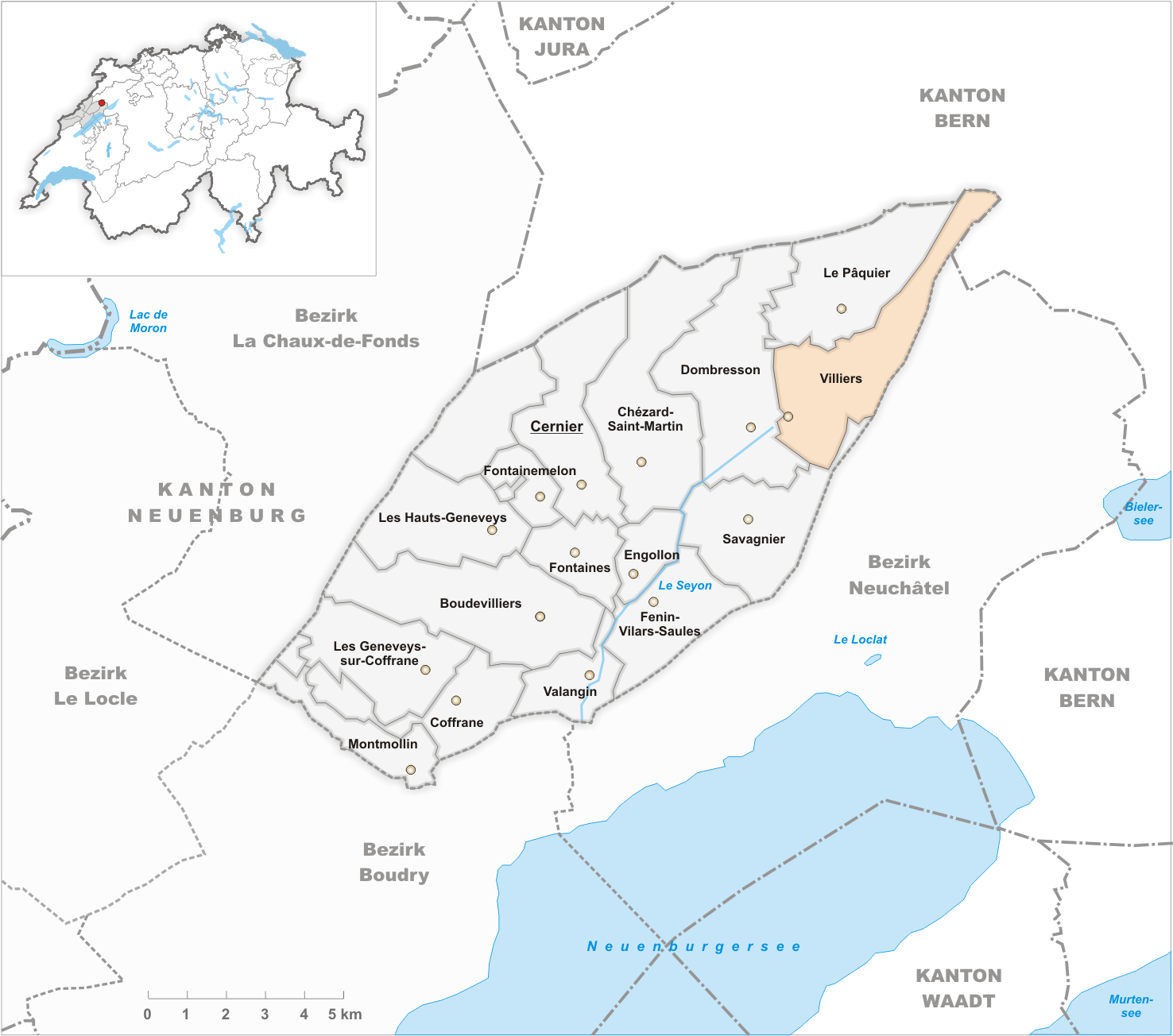
Gemeindestand vor der Fusion am 1. Januar 2013

Villiers war eine politische Gemeinde im Distrikt Val-de-Ruz des Kantons Neuenburg in der Schweiz. Die Gemeinde bestand aus den Ortsteilen Clémesin, La Dame und Villiers. Am 1. Januar 2013 fusionierte sie mit den Gemeinden Boudevilliers, Cernier, Chézard-Saint-Martin, Coffrane, Dombresson, Engollon, Fenin-Vilars-Saules, Fontainemelon, Fontaines, Les Geneveys-sur-Coffrane, Les Hauts-Geneveys, Montmollin, Le Pâquier und Savagnier zur neuen Gemeinde  Val-de-Ruz.

## Geographie
Villiers liegt auf 760 m ü. M., zehn Kilometer nordnordöstlich der Kantonshauptstadt Neuenburg (Luftlinie). Das Bauerndorf erstreckt sich im Tal des Seyon im äussersten Nordosten des Beckens des Val de Ruz im Neuenburger Jura, zwischen den Juraketten des Mont d’Amin im Norden und des Chaumont im Osten.
Die Fläche des 10,6 km² grossen Gemeindegebiets umfasste einen kleinen Abschnitt im Nordosten der Senke des Val de Ruz. Im Norden reichte das Gebiet auf die Höhe von Les Planches (bis 1000 m ü. M.) und umfasste auch die Klus von Chenau, das Tal zwischen Villiers und Le Pâquier. Nach Osten erstreckte sich der Gemeindeboden auf die Antiklinale des Chaumont und auf den Chuffort. In einem langen schmalen Zipfel reichte Villiers nach Nordosten über das Antiklinaltal Combe Biosse bis an die Hänge westlich des Chasseral, wo mit 1550 m ü. M. der höchste Punkt der Gemeinde erreicht wurde. Auf den Jurahöhen befinden sich ausgedehnte Hochweiden mit den typischen mächtigen Fichten, die entweder einzeln oder in Gruppen stehen. Von der Gemeindefläche entfielen 1997 3 % auf Siedlungen, 54 % auf Wald und Gehölze und 43 % auf Landwirtschaft.
Zu Villiers gehören der Weiler Clémesin, 1004 m ü. M. am Westhang der Chasseralkette über der Klus von Chenau, sowie weit verstreut über die Jurahöhen zahlreiche Einzelhöfe. Nachbargemeinden von Villiers waren Le Pâquier, Dombresson, Savagnier, Enges und Lignières im Kanton Neuenburg sowie Nods, Villeret und Saint-Imier im Kanton Bern.

Historisches Luftbild aus 1600 m von Walter Mittelholzer von 1926

## Bevölkerung
Mit 497 Einwohnern (Stand 31. Dezember 2012) gehörte Villiers zu den kleineren Gemeinden des Kantons Neuenburg. Von den Bewohnern waren im Jahre 2000 96,2 % französischsprachig, 2,3 % deutschsprachig und 0,5 % englischsprachig. Die Bevölkerungszahl von Villiers hatte von 1900 (400 Einwohner) bis 1950 (245 Einwohner) stark abgenommen, wies seither aber wieder eine steigende Tendenz auf.

## Wirtschaft
Villiers war bis zu Beginn des 20. Jahrhunderts ein hauptsächlich durch die Landwirtschaft geprägtes Dorf. Um 1900 gab es einige Betriebe der Uhrmacherei und Mühlen am Seyon. Heute leben die Bewohner vom lokalen Kleingewerbe und der Viehzucht. In den letzten Jahrzehnten hat sich Villiers zur Wohngemeinde entwickelt. Zahlreiche Erwerbstätige sind deshalb Wegpendler und arbeiten vor allem in Neuenburg.

## Verkehr
Der Ort liegt an der Kantonsstrasse von Neuenburg via Dombresson über den Pass Col des Pontins nach Saint-Imier. Durch die Autobuslinie, die von Neuenburg via Cernier nach Villiers verkehrt, er Ort an das Netz des öffentlichen Verkehrs angeschlossen. Von 1903 bis 1948 war Villiers Endstation der Strassenbahn Les Hauts-Geneveys–Villiers. Sie wurde durch den Trolleybus Val de Ruz ersetzt, der seinerseits 1984 von Autobussen abgelöst wurde.

## Geschichte
Die erste schriftliche Erwähnung des Ortes erfolgte 1191 unter dem Namen Villier. Villiers gehörte zur Herrschaft Valangin, die teils den Grafen von Neuenburg, teils den Grafen von Montbéliard unterstand und 1592 endgültig an Neuenburg kam. Seit 1648 war Neuenburg Fürstentum und ab 1707 durch Personalunion mit dem Königreich Preussen verbunden. 1806 wurde das Gebiet an Napoleon I. abgetreten und kam 1815 im Zuge des Wiener Kongresses an die Schweizerische Eidgenossenschaft, wobei die Könige von Preussen bis zum Neuenburgerhandel 1857 auch Fürsten von Neuenburg blieben. Villiers besitzt keine eigene Kirche, es gehört zur Pfarrei Dombresson.